# Acmaeodera opuntiae
Acmaeodera opuntiae är en skalbaggsart som beskrevs av Knull 1966. Acmaeodera opuntiae ingår i släktet Acmaeodera och familjen praktbaggar. Inga underarter finns listade i Catalogue of Life.